# Černá stráň (přírodní památka, okres Hradec Králové)
Černá stráň je přírodní památka poblíž obce Hradec Králové v okrese Hradec Králové. Oblast spravuje Krajský úřad Královéhradeckého kraje. Důvodem ochrany je smíšený porost dubu, buku, lípy a habru s teplomilnou květenou.

## Galerie

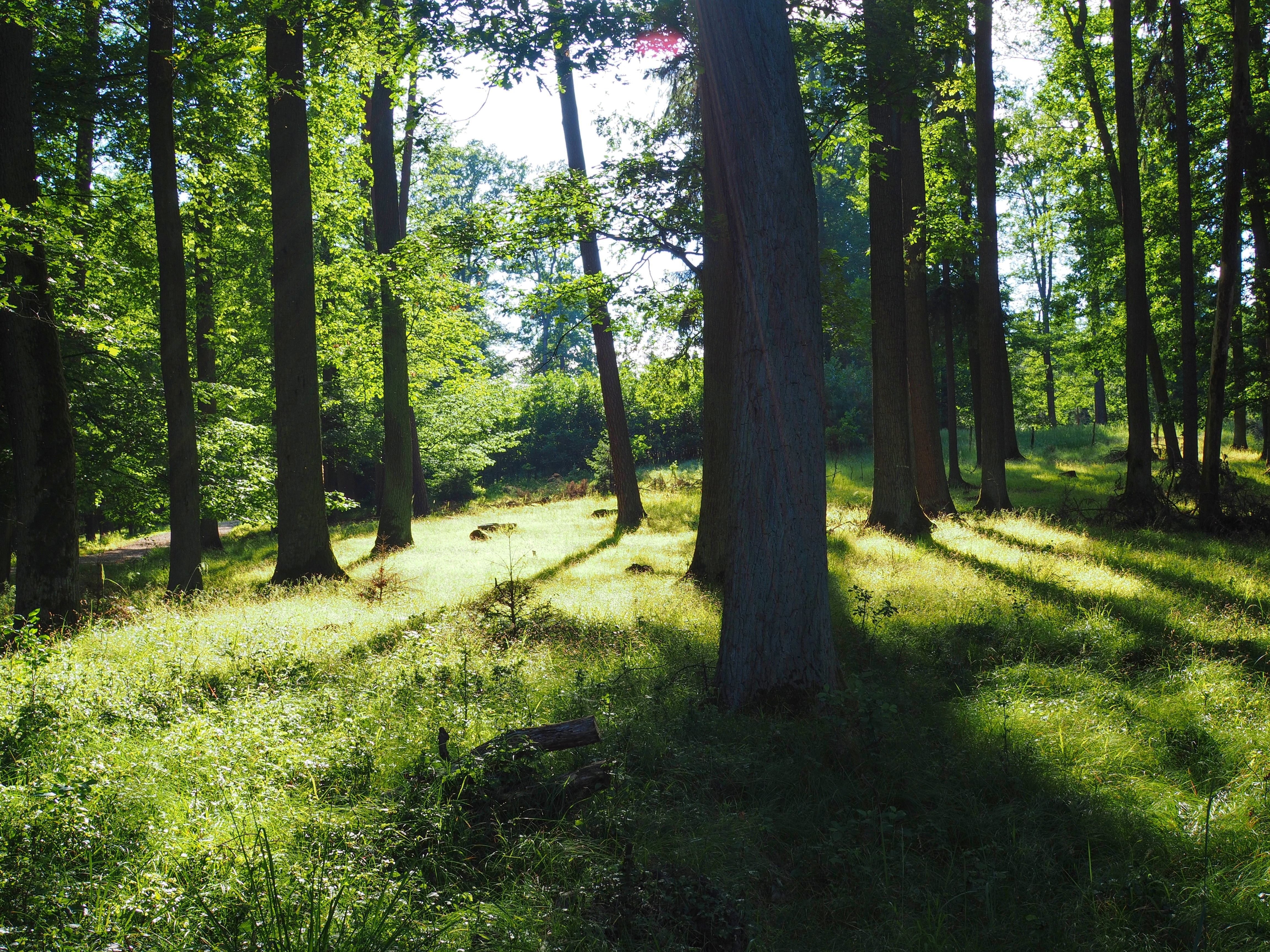
Černá stráň
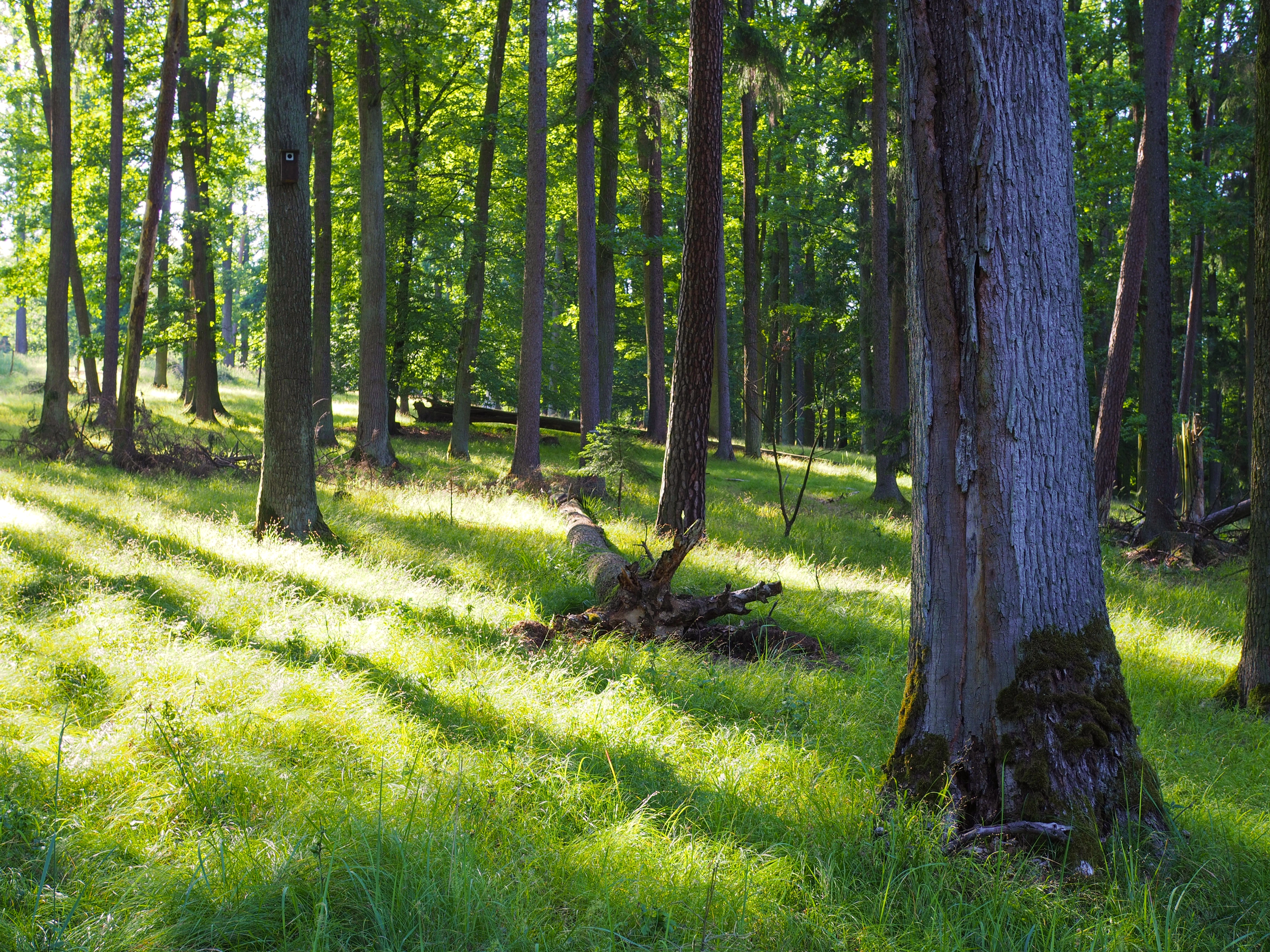
Černá stráň
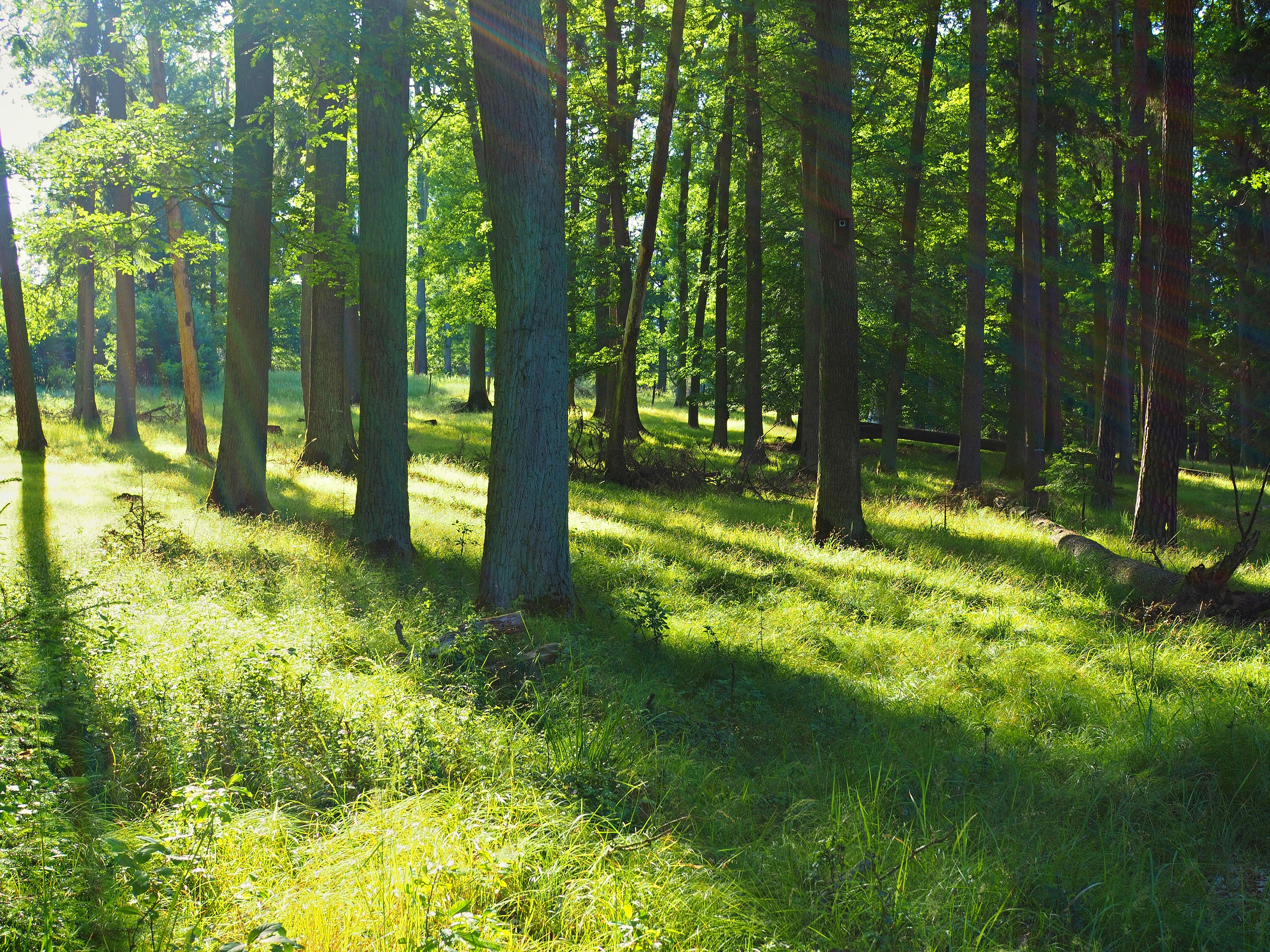
Černá stráň
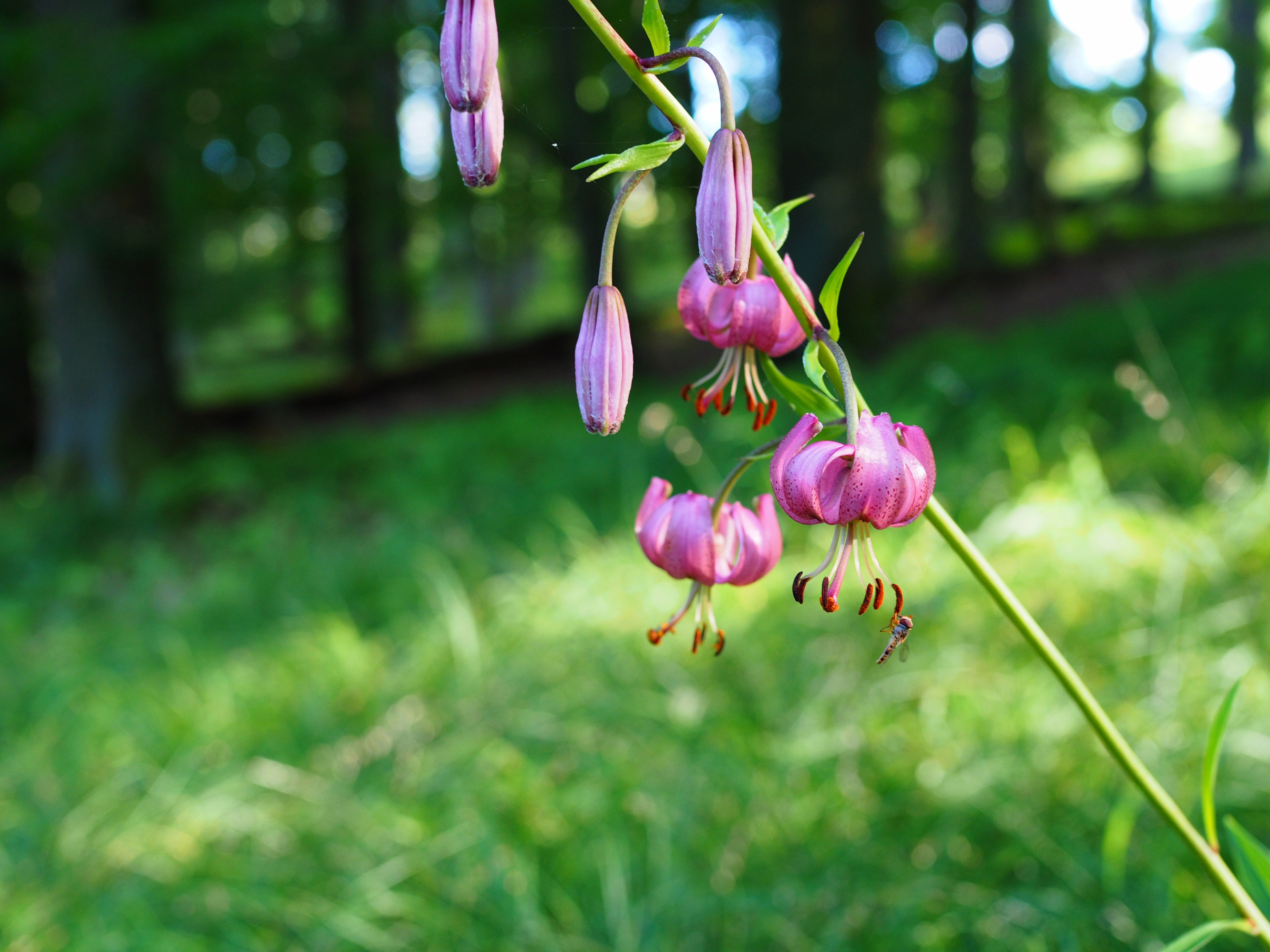
Lilie zlatohlavá na lokalitě
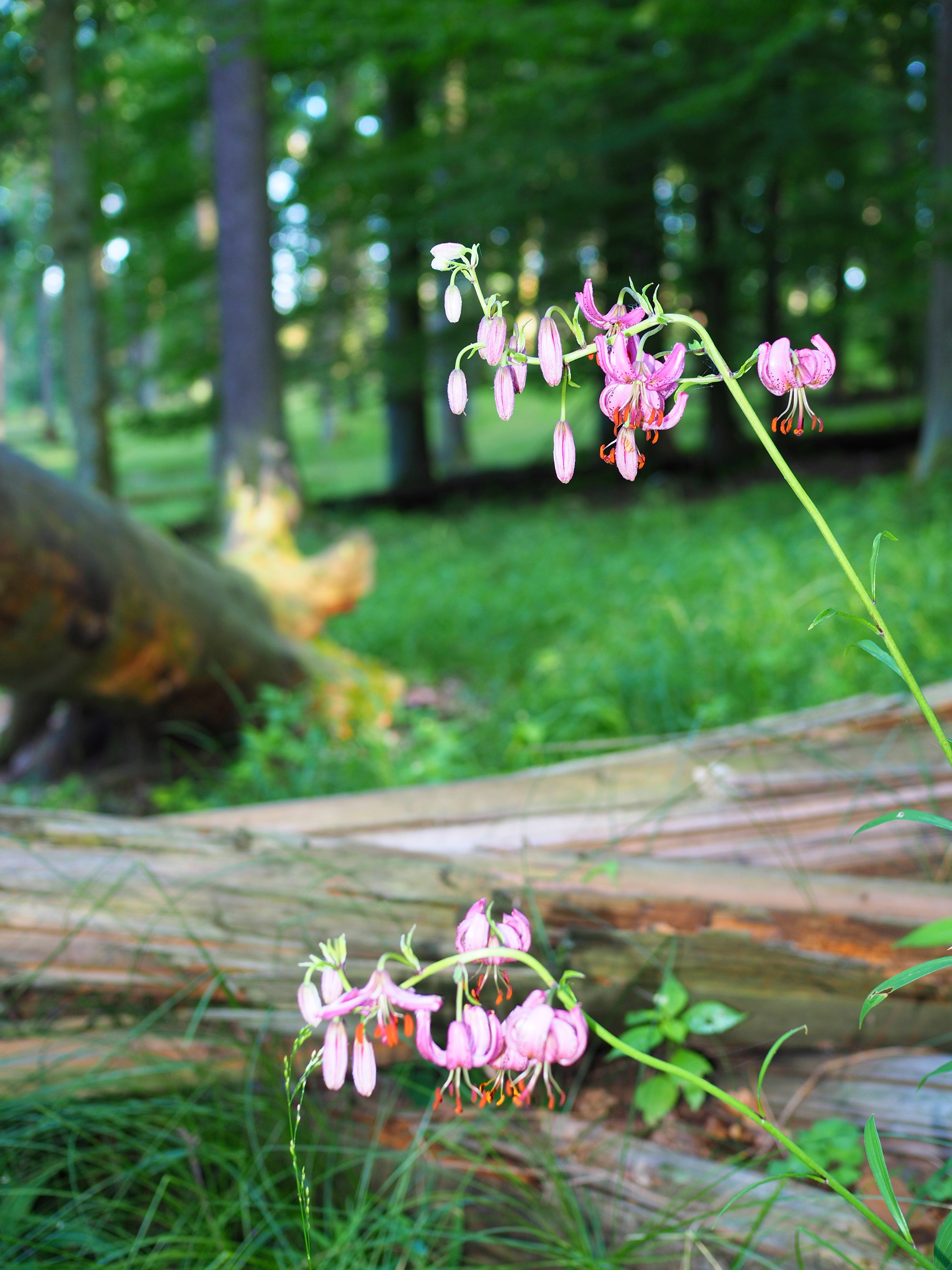
Lilie zlatohlavá na lokalitě